# Tanque externo

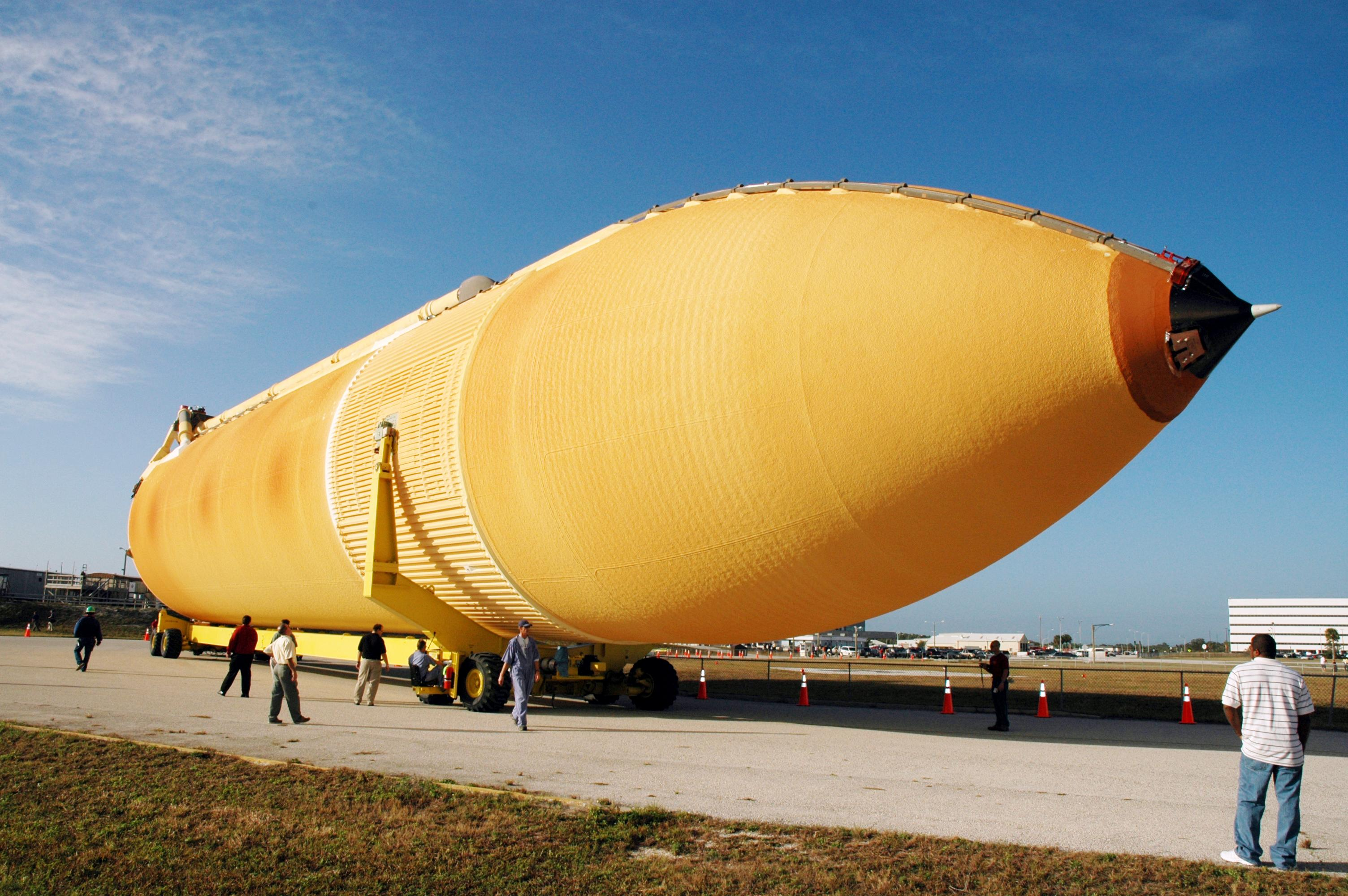
Tanque externo sendo transportado para a plataforma de lançamento para a missão STS-104.

O tanque externo (em inglês: Space Shuttle external tank - ET) do Ônibus Espacial era o componente do veículo de lançamento do Ônibus Espacial que continha o combustível de hidrogênio líquido e o oxidante de oxigênio líquido. Durante a decolagem e a subida, ele forneceu o combustível e o oxidante sob pressão para os três motores principais RS-25 no orbitador. O ET foi lançado pouco mais de 10 segundos após o corte do motor principal (MECO) e reentrou na atmosfera da Terra. Ao contrário dos Solid Rocket Boosters, os tanques externos não foram reutilizados. Eles se separaram antes do impacto no Oceano Índico (ou Oceano Pacífico no caso de trajetórias de lançamento de inserção direta), fora das rotas de navegação e não foram recuperadas.

## Visão Geral
O ET era o maior elemento do ônibus espacial e, quando carregado, também era o mais pesado. Consistia em três componentes principais:
- o tanque de oxigênio líquido direto (LOX);
- um intertank (intertanque) não pressurizado que contém a maioria dos componentes elétricos;
- o tanque de hidrogênio líquido de popa (LH2); esta era a maior parte, mas era relativamente leve, devido à densidade muito baixa do hidrogênio líquido.

O ET era a "espinha dorsal" do ônibus espacial durante o lançamento, fornecendo suporte estrutural para conexão com os Space Shuttle Solid Rocket Boosters (SRBs) e orbitador do ônibus espacial. O tanque foi conectado a cada SRB em um ponto de fixação dianteiro (usando uma viga cruzada através do intertanque) e um suporte posterior, e foi conectado ao orbitador em um bipé de fixação dianteiro e dois bipés traseiros. Na área de fixação à popa, também havia umbilicais que transportavam fluidos, gases, eléctricos sinais e de energia eléctrica entre o tanque e a sonda. Sinais elétricos e controles entre o orbitador e os dois propulsores de foguetes sólidos também foram encaminhados por esses umbilicais.
Embora os tanques externos sempre tenham sido descartados, pode ter sido possível reutilizá-los em órbita. Os planos de reutilização iam desde a incorporação em uma estação espacial como espaço extra de vida ou de pesquisa, como tanques de combustível de foguetes para missões interplanetárias (por exemplo, Marte), até matérias-primas para fábricas em órbita.
Outro conceito era usar o ET como um transportador de carga para cargas úteis volumosas. Uma proposta era que o espelho primário de um telescópio de 7 metros de abertura fosse carregado com o tanque. Outro conceito era o Aft Cargo Carrier (ACC). 